# Jaume Maspons i Camarasa
Jaume Maspons i Camarasa (Granollers, Vallès Oriental 1872 - Barcelona 1934) fou un escriptor i agrònom, germà del polític Pere Maspons i Camarasa.

## Biografia
La seva família tenia el mas de Maspons del Vall. El 25 d'abril de 1897 fou nomenat secretari d'Unió Catalanista en l'Assemblea de Girona. Vinculat també a la Lliga Regionalista, fou sovint processat per activitats catalanistes, però el 1900 fou absolt. Dedicat a l'agronomia, fou cofundador de la Cambra Agrícola del Vallès, de la qual fou director de la revista entre 1901 i 1916. També fou secretari de la Federació Agrícola Catalanobalear del 1906 al 1908 i de l'Institut Agrícola Català de Sant Isidre durant la presidència de Carles de Fortuny i de Miralles, baró d'Esponellà, fins a la seva mort.
Ocupà la càtedra agrícola ambulant Pere Grau, dels Estudis Universitaris Catalans, per tal d'estudiar i divulgar la situació agrària catalana. Fou també director del diari La Veu del Vallès (1896-1905), editat a Ripollet per Narcís Fuster i Domingo, i col·laborà a La Renaixença i a la pàgina agrària de La Veu de Catalunya des del 1907. També col·laborà a la Geografia General de Catalunya de Francesc Carreras i Candi, i publicà l'estudi El ball de les gitanes en el Vallès (1907).